# Häverstädter Berg
Die Häverstädter Berg ist ein 267,5 m ü. NHN hoher Berg im Wiehengebirge. 

## Lage
Der Gipfel liegt auf der Grenze der ostwestfälischen Städte Minden und Bad Oeynhausen im Kreis Minden-Lübbecke. Der östliche Bereich des langgestreckten Bergrückens liegt bereits auf dem Gebiet der Stadt Porta Westfalica.
Den Namen hat der Berg durch die Ortschaft Häverstädt, heute ein Stadtteil von Minden, die nördlich des Berges liegt. Unmittelbar südlich des Berges liegen keine Orte; hier fließt die Weser und beschreibt hier den bekannten und unter anderem im Weserlied besungenen Großen Weserbogen. Auf dem Gipfel des Berges befindet sich ein trigonometrischer Punkt.
Die Ortschaft Königsberg ragt weit ins Wiehengebirge, bis auf 170 Meter, hinauf. Im Süden reicht der Wald bis zur Bundesstraße 61, zum Teil sogar über diese hinaus.
Der Berg befindet sich an einer mittelschmalen Stelle des kammartigen Wiehengebirges, das hier etwa 1.000 Meter breit ist. Knapp nördlich des Gipfels verläuft der Wittekindsweg.
Der Häverstädter Berg hat, wie fast alle Berge im Wiehengebirge, einen langgestreckten Kammgipfel (Egge) und ist von den westlich anschließenden Gipfeln nur durch Dören getrennt. Daher wird der Berg nur bedingt als markanter Gipfel wahrgenommen.

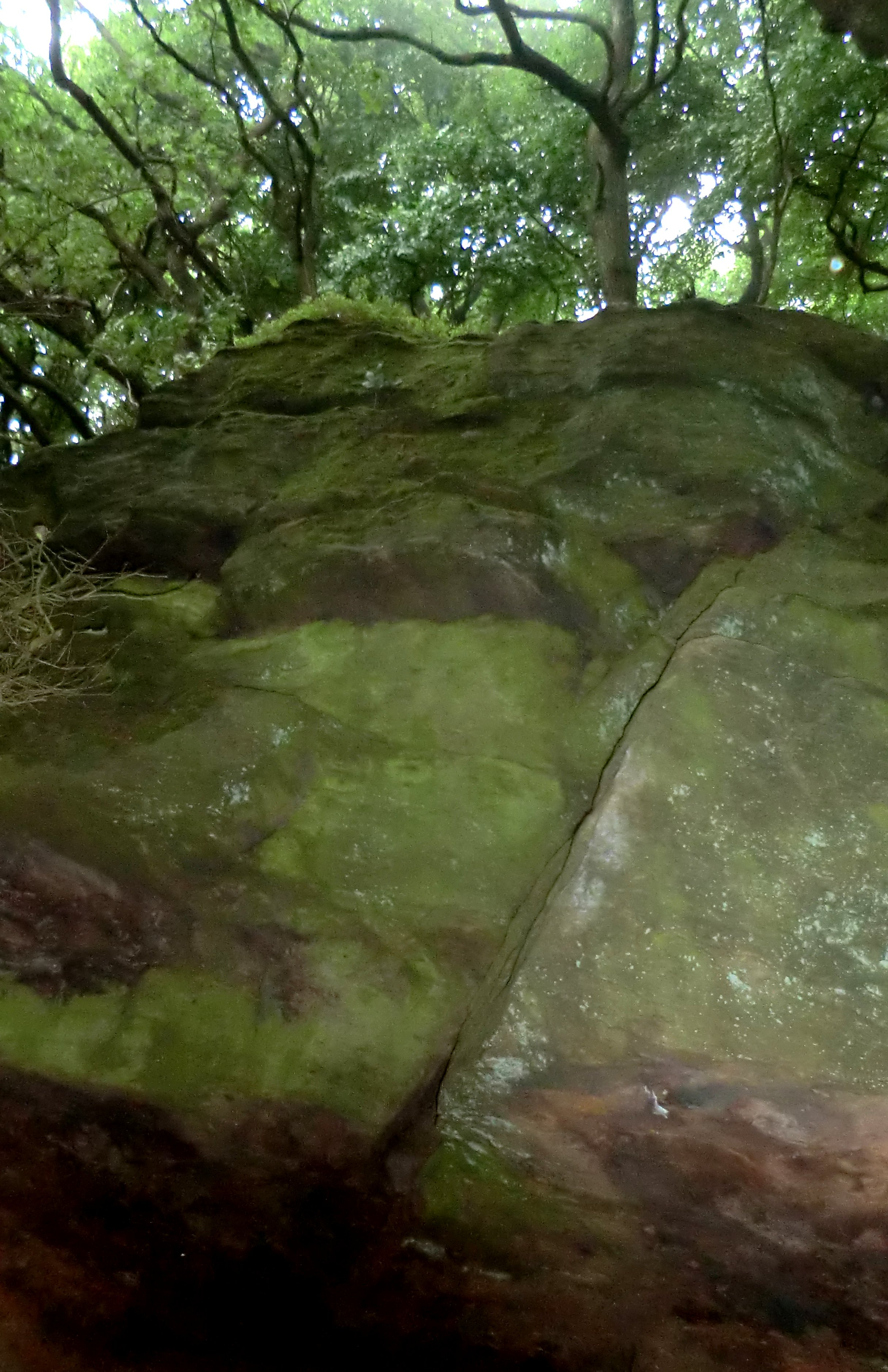
Die Habichtswand an der Südflanke des Berges

Die Südflanke des Berges gehört zu den steilsten Abschnitten des Wiehengebirges überhaupt. Auf 340 Metern fällt das Gelände von 245 auf 75 Höhenmeter ab. Dadurch gibt es hier, für das Wiehengebirge eher untypisch, regelrecht schroffe und felsige Abschnitte, wie zum Beispiel im Bereich der Habichtswand. Dies ist durch die besonderen Erosionsprozesse über die Jahrmillionen gerade an dieser Stelle zu erklären, denn die Weser hat im Weserbogen hier ihren Prallhang. Zudem reicht das Wiehengebirges und der Bergwald, auch, insbesondere für die Südseite des östlichen Wiehengebirges,  untypisch, bis deutlich unter die 100 Meter Höhenlinie. Das Wiehengebirge ist auf direktem Wege hier nicht auf Fahrwegen passierbar und stellt ein wirkliches Geländehindernis dar. Der überwiegende Teil des Südhangs dieses Gebirgsabschnittes gehört zum Naturschutzgebiet Wittekindsberg.
700 Meter östlich des Gipfels, auch in Kammlage, liegt die Wittekindsburg. Es handelte sich um eine großflächige Fliehburg aus sächsischer Zeit. Heute befindet sich innerhalb ihrer Wälle eine Ende des 19. Jahrhunderts errichtete Ausflugsgaststätte mit Berghotel. In diesem Bereich gibt es auch eine Startrampe für Drachenflieger. 200 Meter weiter steht der Moltketurm, ein Aussichtsturm. 1.000 Meter weiter süd-westlich des Gipfels befindet sich das Bodendenkmal Dehmer Burg.
Am Fuße des südlichen Berghanges, direkt unterhalb des Moltketurms und unweit der Weser liegt das Gut Wedigenstein. Westlich davon befindet sich eine 12 Hektar große Fläche Grünland am steilen Berghang zwischen der vorgenannten Kreisstraße und etwa 100 Höhenmetern. Keine forst-, sondern landwirtschaftliche Nutzung derart schroffer Geländeabschnitte ist für das Wiehengebirge sehr ungewöhnlich.

## Tourismus
Über den Berg verlaufen der Wittekindsweg, der E11, der Sigwardsweg, der Mühlensteig und der Jakobs-Pilgerweg Minden-Soest. Nördlich verläuft am Bergfuß der Arminiusweg.